# Voicing
 (avril 2010).
Si vous disposez d'ouvrages ou d'articles de référence ou si vous connaissez des sites web de qualité traitant du thème abordé ici, merci de compléter l'article en donnant les références utiles à sa vérifiabilité et en les liant à la section « Notes et références ».
Le voicing, ou figuration, est la disposition des notes pour réaliser un accord,.
En jazz, le voicing s'agit plutôt la réalisation instrumentale d'un accord chiffré, généralement dans une position renversée plutôt qu'en position fondamentale.  À partir de la grille d'un standard, composé du chiffrage des accords, et de son thème mélodique, un pianiste, un guitariste ou tout joueur d'un instrument polyphonique devra former des voicings pour développer correctement le contexte harmonique. Il existe en jazz plusieurs types de voicing. Le choix d'une succession de voicings est un procédé d'harmonisation en jazz. Même si on n'emploie pas le mot de voicing (qui serait anachronique), il en va fondamentalement de même avec les chiffrages et le développement (la réalisation) des accords de la basse continue dans la musique baroque des XVIIe et XVIIIe siècles.

## Les voicings pour main gauche en position non fondamentale
Un type de voicing couramment joué par les pianistes de jazz est le voicing pour main gauche, qui consiste à jouer une harmonisation de quatre notes à la main gauche. Il est idéal lorsqu'un autre instrument grave (par exemple une contrebasse) joue la fondamentale de l'accord. 
Les voicings pour main gauche se composent ainsi :
- Sur un accord de septième mineure, jouer : 3-5-7-9 ou 7-9-3-5. Soit sur Cm7 les notes Eb-G-Bb-D ou Bb-D-Eb-G.
- Sur un accord de dominante, jouer : 3-6-7-9 ou 7-9-3-6. Soit sur C7 les notes E-A-Bb-D ou Bb-D-E-A.
- Sur un accord de septième majeure, jouer : 7-9-3-5 ou 3-5-6-9. Soit sur Cmaj7 les notes B-D-E-G ou E-G-A-D.